# SATB
SATB är en akronym för sopran, alt, tenor och bas. Musikaliska verk som innehåller sång med alla fyra delar av det mänskliga röstomfånget är populära  bland amatörsångare då de kan sjungas av könsblandade körer.